# Tell Halaf
Tell Halaf (Accadico: Guzana; in arabo تل حلف‎?, Siria) è un sito archeologico sul fiume Khabur, nell'attuale Governatorato di Hassaké (Siria nordorientale), sulla frontiera con la Turchia, di fronte a Ceylanpınar (Provincia di Şanlıurfa).
Halaf rappresenta il sito-guida della cultura neolitica, detta cultura di Halaf, caratterizzata da vasellame dipinto con motivi geometrici e animali. Il sito risale al VI millennio a.C.. Successivamente vi fu localizzata la città aramea di Guzana o Gozan.

## Scoperta e scavi

### Scoperta
Nel 1899, quando l'area faceva parte dell'Impero ottomano, il diplomatico tedesco Max von Oppenheim viaggiava attraverso il nord della Mesopotamia per conto della Deutsche Bank, lavorando per stabilire una rotta per la ferrovia di Baghdad. Il 19 Novembre 1899 von Oppenheim scoprì Tell Halaf, seguendo le indicazioni di storie raccontategli da persone del luogo che narravano di idoli di pietra sotterrati sotto la sabbia. Nell'arco di tre giorni furono scoperte numerose statue importanti, inclusa la cosiddetta "Dea seduta".  Fu scoperto anche l'ingresso del "palazzo Occidentale". Poiché non aveva i permessi per gli scavi, von Oppenheim sotterrò le statue scoperte e proseguì nel suo viaggio.

### Scavi di Max von Oppenheim

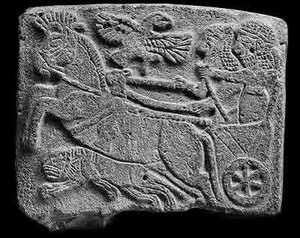
Scena di caccia, rilievo in basalto trovato a Tell Halaf, 850–830 a.C.

Secondo l'archeologo Ernst Herzfeld, nel 1907 lui e von Oppenheim fecero dei progetti con l'obiettivo di iniziare degli scavi a Tell Halaf. Nell'agosto del 1910, Herzfeld scrisse una lettera chiedendo a Oppenheim di esplorare il sito archeologico e fece circolare la lettera facendola firmare a molti altri importanti archeologi come Theodor Noldeke or Ignaz Goldziher. Armato di questa lettera Max von Oppenheim fu in grado di chiedere un congedo dal servizio di diplomatico e di chiedere un finanziamento a suo padre per gli scavi.
Con un gruppo di cinque archeologi Oppenheim pianificò una campagna di scavi che iniziò nell'agosto del 1911. Una parte importante dell'equipaggiamento fu importata dalla Germania, compreso un piccolo treno a vapore. Il costo totale di circa 750000 marchi fu coperto dal padre di Oppenheim. Al loro arrivo gli archeologi scoprirono che dal 1899 gli abitanti del luogo avevano scoperto alcuni dei ritrovamenti e li avevano fortemente danneggiati, in parte per superstizione e in parte per ottenere materiale da costruzione.
Durante gli scavi, Oppenheim scoprì le rovine della città di Guzana. Le scoperte più significative includevano grandi statue e rilievi del cosiddetto "Palazzo occidentale" costruito dal re Kapara, oltre a luoghi di culto e tombe. Si scoprì che alcune delle statue erano state riutilizzate in edifici del periodo ellenistico. Oltre a questo fu scoperto del vasellame Neolitico di un genere che divenne noto come "cultura di Halaf" dopo la scoperta del sito. Al tempo questo era il vasellame più antico mai scoperto (insieme a quello scoperto a Samarra da Herzfeld).
Nel 1914 Oppenheim decise di tornare temporaneamente in Germania. I ritrovamenti di Tell Halaf furono lasciati negli edifici in cui lui e il suo gruppo avevano abitato durante gli scavi. La maggior parte erano stati impacchettati e immagazzinati. Lo scoppio della prima guerra mondiale impedì tuttavia a Oppenheim di tornare.
Nel 1926 la Germania si unì alla Società delle Nazioni e fu così possibile per i cittadini tedeschi condurre scavi in quello che era diventato il Mandato francese della Siria. Per preparare nuovi scavi Oppenheim tornò di nuovo a Tell Halaf nel 1927. Gli scontri a fuoco fra Osman e le truppe francesi negli ultimi giorni della guerra avevano fortemente danneggiato gli edifici e i ritrovamenti archeologici dovettero essere estratti dalle macerie. Ancora una volta gli abitanti del posto avevano danneggiato alcuni dei ritrovamenti. Oppenheim fu tuttavia in grado di riparare la maggior parte delle statue e dei rilievi grazie ai calchi di gesso che aveva fatto durante i primi scavi. Riuscì a raggiungere una generosa suddivisione dei precedenti ritrovamenti con le autorità francesi. La sua parte (circa due terzi del totale) fu trasportata a Berlino e il testo fu portato ad Aleppo, dove Oppenheim installò un museo che divenne il nucleo del Museo Nazionale di Aleppo. Nel 1929 riprese gli scavi e i nuovi ritrovamenti furono divisi.

### Il museo Tell Halaf di Berlino
I tentativi di Oppenheim di fare esibire i reperti al Pergamon Museum di Berlino fallirono, poiché il museo si rifiutò di accettare le sue richieste finanziarie. Oppenheim aprì quindi il "Museo di Tell Halaf " in un complesso industriale a Berlino-Charlottenburg nel luglio del 1930.

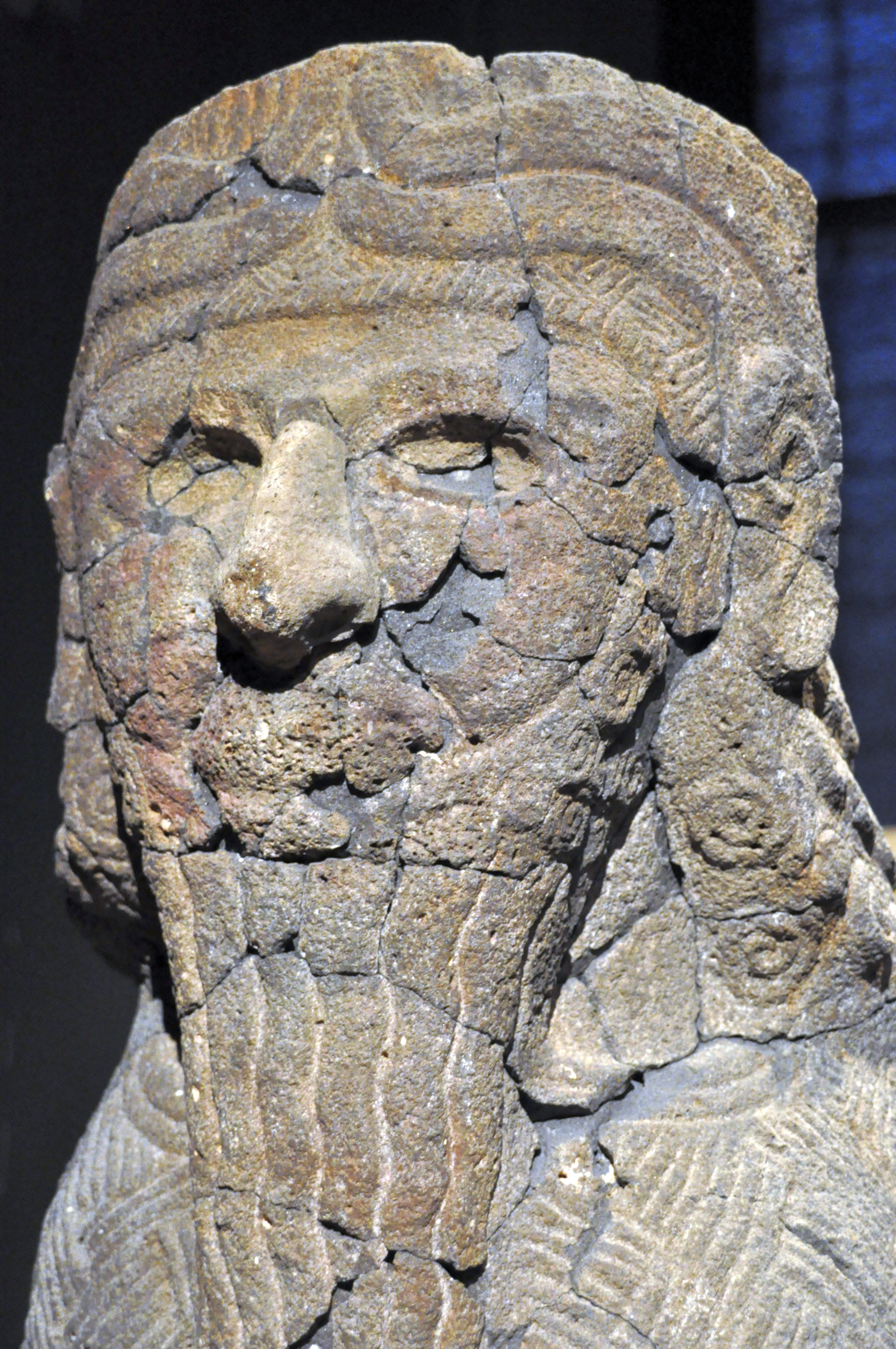
Statua dal Palazzo Occidentale di Tell Halaf, danneggiata dal fuoco nel 1943 e restaurata.

Nel 1939 Oppenheim tornò di nuovo in Siria per condurre degli scavi a Tell Halaf. Le autorità francesi gli negarono però il permesso di scavare e dovette ripartire dalla Siria. Oppenheim tentò senza successo di vendere alcuni dei suoi ritrovamenti a New York e negoziò nuovamente con il governo tedesco per l'acquisto dei ritrovamenti di Tell Halaf. Durante queste negoziazioni il museo fu colpito da una bomba al fosforo degli Inglesi, nel novembre 1943, bruciando completamente: tutti i reperti in legno e in calcare furono distrutti, e i reperti in basalto furono esposti a uno shock termico nel tentativo di spegnere il fuoco, finendo per esserne gravemente danneggiati. Molte statue e rilievi esplosero in dozzine di pezzi. Sebbene il Vorderasiatisches Museum di Berlino raccolse i resti, passarono mesi prima che tutti i pezzi venissero raccolti e furono quindi ulteriormente danneggiati dalle gelate e dal calore estivo.

### Ricostruzione dei reperti
Durante il governo comunista sotto la GDR i resti rimasero depositati nel Pergamon Museum. Dopo la riunificazione, il Masterplan Museumsinsel del 1999 promosse l'idea di restaurare la facciata del palazzo occidentale di Tell Halaf. Con il supporto finanziario della banca Sal. Oppenheim e dell'organizzazione Deutsche Forschungsgemeinschaft il museo dell'Asia Anteriore di Berlino intraprese il suo più grande progetto di restaurazione dalla ricostruzione della porta di Ishtar. Dal 2001 al 2010 più di 30 sculture furono ricostruite a partire da circa 27000 frammenti. Furono esposti al Pergamon Museum a Berlino nel 2011 e al Bundeskunsthalle di Bonn nel 2014.